# Centaurea saligna
Centaurea saligna — вид квіткових рослин родини айстрових (Asteraceae). Ареал: Туреччина (Анатолія).